# Tinja-Riikka Korpela
Tinja-Riikka Tellervo Korpela (født 5. maj 1986) er en kvindelig finsk fodboldspiller, der spiller målvogter for den engelske FA WSL-klubben Tottenham Hotspur og Finlands kvindefodboldlandshold. Hun har tidligere spillet for tyske Bayern München i den tyske Frauen-Bundesliga, Tyresö FF i den svenske Damallsvenskan, LSK Kvinner og Kolbotn i norske Toppserien, og FC Honka i den bedste finske række Naisten Liiga.
Korpela debuterede for det finske A-landshold i 2007. Hun deltog under EM 2009 på hjemmebane og EM 2013 i Sverige. Hun var Finlands førstevalg på målvogterpositionen ved EM i 2009. Efter at havde startet og spillet de første to kampe ved turneringen, blev hun erstattet af Minna Meriluoto i den afgørende gruppekamp, der endte 1–1 mod Danmark.

## Meritter
FC Honka
- Naisten Liiga: Vinder 2006, 2007, 2008

Bayern München
- Bundesliga: Vinder 2014-15, 2015–16